# Världsmästerskapen i bågskytte 1939
Världsmästerskapen i bågskytte 1939 arrangerades i Oslo i Norge mellan den 31 juli och 5 augusti 1939.

## Medaljsummering

### Recurve
| Event                          | Guld                   | Silver                    | Brons                  |
| Herrarnas individuella tävling | Roger Beday (FRA)      | Gaston Questemann (FRA)   | A. H. Mole (GBR)       |
| Damernas individuella tävling  | Janina Kurkowska (POL) | Natalia Szczyzinska (POL) | Louise Nettleton (GBR) |
| Herrarnas lag                  | Frankrike              | Storbritannien            | Sverige                |
| Damernas lag                   | Polen                  | Storbritannien            | Sverige                |

### Medaljtabell
| Pl. | Nation         | Guld | Silver | Brons | Totalt |
| --- | -------------- | ---- | ------ | ----- | ------ |
| 1   | Frankrike      | 2    | 1      | -     | 3      |
| 1   | Polen          | 2    | 1      | -     | 3      |
| 3   | Storbritannien | -    | 2      | 2     | 4      |
| 4   | Sverige        | -    | -      | 2     | 2      |